# Royal Society for the Protection of Birds

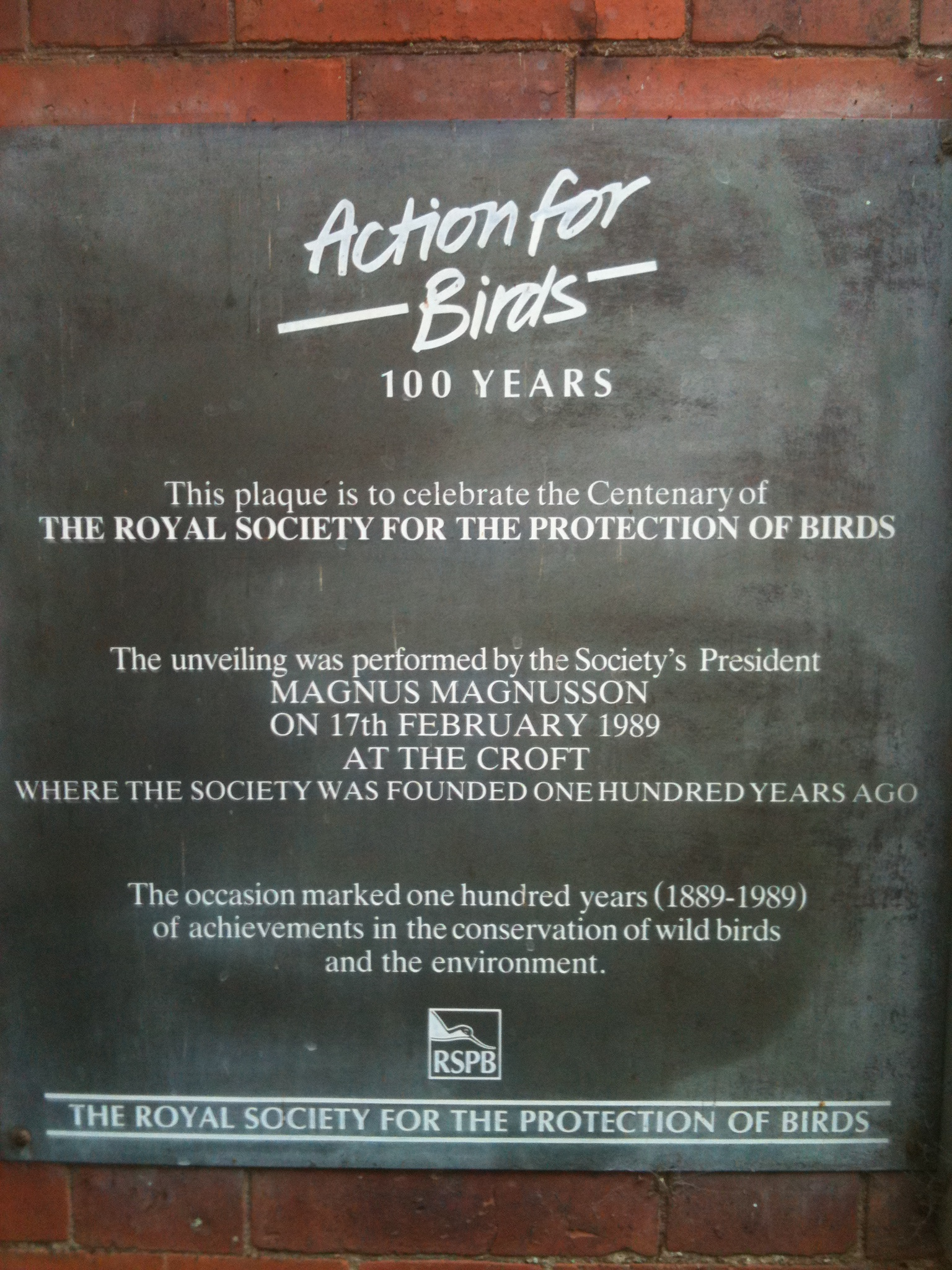
Gedenkplaat die staat op de plaats waar de RSPB in 1889 werd opgericht (Fletcher Moss Botanical Garden, Didsbury, Manchester)

De Royal Society for the Protection of Birds (RSPB, Koninklijke vereniging voor vogelbescherming) is een Britse vereniging voor de bescherming van in het wild levende vogels. De vereniging heeft meer dan een miljoen leden.
De SPB werd in 1889 gevormd uit enkele reeds bestaande vogelbeschermingsgroepen. In 1904 verleende koning Eduard VII het predicaat Royal (koninklijk), nadat in de eerste 15 jaar van het bestaan steeds meer invloedrijke Britse personen tot de vereniging waren toegetreden. Het hoofddoel toen was het verkrijgen van een verbod op de toepassing van de veren van de fuut in modieuze kleding. Deze veren werden gebruikt als versiering in hoedjes en kragen. Daardoor werd de vogel intensief bejaagd en bedreigd met uitsterven in Engeland.
De RSPB beschermt niet alleen vogels maar streeft ook naar milieu- en natuurbehoud in het algemeen en treedt op als beheerder van een groot aantal natuurgebieden. In 2001 had de RSPB 168 gebieden in beheer met een gezamenlijk oppervlakte van 1150 km². Het hoofdkwartier van de vereniging ligt in Bedfordshire. Het huidige beeldmerk van de vereniging is een plaatje van de kluut. Deze vogel werd in 1940 met succes in Groot-Brittannië geherintroduceerd, nadat hij eerder daar was uitgestorven.